# Зоран Мишчевић
Зоран Мишчевић (Земун, 17. септембар 1945 — Београд, 4. април 1995) био је један од пионира рок музике у Србији и Југославији и лидер Вокално инструменталног састава Силуете, једног од првих београдских рокенрол састава.
Био је прва мега звезда на тадашњој југословенској сцени, а његово експлозивно понашање на бини донело му је епитет „српског Џегера”. За генерацију која је имала прилику да га слуша уживо био је и остао највећа рок легенда коју је Београд гледао.

## Почетак
Зоран Мишчевић рођен је у Земуну, 17. септембра 1945. године, непосредно по окончању Другог светског рата. Почео је да се бави музиком у средњој школи, када је у школском музичком саставу свирао бонго бубњеве.

## Музичка каријера
| Неколико Мишчевићевих изјава током интервјуа који је дао новинару загребачког Плавог вјесника добро сведоче о његовом несвакидашњем карактеру: |
| О наступима Силуета и еуфорији током њихових концерата: „Мало певам, мало скачем, онда опет мало певам и негде у средини концерта завитлам микрофон у гледалиште, негде око петог реда. То много кошта, јер девојке растргну микрофон, али то нико осим мене не ради.” О писмима које добија од обожавалаца: „Неки ми пишу да ме воле, други прете да ће ме убити, неки да ће ми бацити соду у лице, девојке прете да ће се убити ако их не усрећим. Моја мајка три пута дневно добија нервни слом због тих писама.” |

### 60-те године
Прва музичка група коју је Мишчевић основао био је Вокално инструментални састав Силуете. Групу је, заједно са Бранком Глушчевићем (који је тада предводио комбо оркестар Black cats), основао 20. октобра 1961. године. У почетку је у групи певао и свирао бас-гитару, да би касније наступао само као вокал. Чланови прве поставе Силуета били су, поред Мишчевића, Бранко Глушчевић (ритам гитара), Илија Ика Станић (соло гитара), Зоран Симјановић (клавијатуре) и Мирослав Минић (бубњеви). Први већи наступ Силуете су имале 1961. године у Дому синдиката, на концерту Ђорђа Марјановића. Године 1963. Силуете одлазе на Јадран, и тамо наступају по летовалиштима. После свирки у Макарској, током тог лета Силуете се разилазе.

#### Разлаз саСилуетама
После разлаза Силуета Симјановић прелази у Елипсе, а Илија Станић наставља Силуете са новим члановима. Мишчевић, поново са Бранком Глушчевићем, оснива групу Луталице. У то време Мишчевић пева и са саставом Сафири. После победе на Гитаријади на Сајмишту, одржаној 30. марта 1964. године, Луталице престају са радом, па се Мишчевић враћа у Силуете.

#### Повратак уСилуете
Током 1965. године Мишчевић и чланови његове групе Силуете су својим наступима шокирали тадашњу пуританску публику, што им је обезбедило тренутну популарност, каква пре тога на простору бивше Југославије није била виђена. У Београду је у то време било око двеста тридесет група чији су чланови били уредно подшишани и одевени. Мишчевић и Силуете су својом музиком и сценским наступом разарали те стандарде. Мишчевићева дуга, плава коса изазивала је скандал, аа улици су често покушавају да га ошишају. Он је то искористио да прибави медијску пажњу изјавом да жели да осигура косу.
Ипак, за успех Силуета није заслужан само имиџ бенда, на челу са Мишковићем, већ и чињеница да су годинама побеђивали на многим рок-фестивалима тог времена. Први сингл, на коме су се нашли препеви страних хитова, продали су у изненађујућем тиражу од 45.000 примерака, па је група доспела на насловне стране многих домаћих новина.

### 70-те године
Још половином 60-их Мишчевић је са Силуетама покушао да се пробије на страном тржишту. Месецима су свирали у Аустрији и Немачкој, али су се 1967. вратили у Југославију. Године 1969. поново одлазе на тезге по Европи. Свирају претежно по ноћним клубовима и дискотекама у Италији, СР Немачкој, Холандији, Шведској и Швајцарској, у жељи да у иностранству објаве плочу. Када је постало јасно да им се та жеља неће остварити, група престаје са радом. Сви чланови се враћају у Југославију, осим Зорана Мишчевића, који остаје још годину дана у Немачкој, наступајући са једном италијанском групом.
Мишчевић се враћа у Југославију 1973. године и као певач гостује на сингл-плочи „Банане/Река суза”, групе Формула љубави из Инђије, после чега се на две године повлачи са сцене. После двогодишње паузе, са Љубом Ђорђевићем, обнавља Силуете, за потребе сценских наступа купује змију и полази на турнеју, али група више не постиже некадашњи успех, па током 1975. наступају по хотелима. Следеће, 1976. године поново формира Силуете са младим музичарима, са којима редовно наступа по мањим местима. Љуба Ђорђевић остаје и у овој постави.
Током следећих година Мишчевић, уз невероватну упорност и готово никакву медијску реакцију, води групу кроз коју пролази огроман број музичара, тако да је једно време функционише готово као „мала рокенрол школа”. Међутим, његова музика не уклапа се у нове музичке трендове, а музичари су, чим би нешто научили, одлазили даље.

### 80-те
До краја 80-их година Зоран Мишчевић и даље наступа са Силуетама. Остао је запамћен његов наступ на великом рок-спектаклу Хиподром '81, када је на београдском Хиподрому, упркос лошем времену, проблемима са струјом и лошој бинској опреми, одржао један од најбољих концерата на тој манифестацији.
После смрти Љубе Ђорђевића, у јесен 1986. године, Мишчевић наставља да наступа, али са мање ентузијазма.
Зоран Мишчевић умро је у Београду, 4. априла 1995. године.

## Дискографија
Синглови:
- Твој рођендан / Најдражи сан / Ухвати ветар / Кети (са групом Силуете, Дискос, 1966)[7]
- Дона / Ноћ за љубав / Мој срећан дом / Узми или остави (са групом Силуете, Дискос, 1967)[8]
- Киша / Раскид / Волети неког / Плакаћу сутра (са групом Силуете, Дискос, 1967)[9]
- Сећање на Кети / Досадан дан (са групом Силуете, ПГП РТБ, 1969)[10]
- Банане  / Река суза (са групом Формула љубави, ПГП РТБ, 1973)[11]
- Македонско девојче / Girls From Macedonia (са групом Силуете, Дискос, 1976)[12]
- Поноћни воз / Плачем (са групом Силуете, Дискос, 1977)[13]

## Стварање мита оСилуетама
Зоран Мишчевић био је познат по стварању митова о Силуетама. Легенде које је сам стварао биле су тако добро замишљене и испричане, а његова митоманија тако заразна и пријемчива да су их људи, чак и када су знали да је реч о измишљотинама, радо препричавали једноставно зато што су биле много занимљивије од истине. Зато је у читавој биографији Силуета понекад тешко раздвојити истину од мита.

## Награде и признања
За свој дугогодишњи рад Зоран Мишчевић добио је бројна признања: 
- Споменица солидарности,
- Седмојулска награда СР Србије,
- Естрадна награда Србије (1985)
- Првомајска награда[1]

## Занимљивости
Зоран Мишчевић је био први мушкарац у Србији који је имао дугу косу офарбану у плаво. Обожаватељке су трчале за њим као за светским звездама, а на игранкама, па чак и када би га виделе на улици, покушавале су да му ишчупају неколико праменова косе.
На њиховим концертима  Јануара 1968. године на концерту у Сарајеву изазвају праву хистерију са ломљењем столица. Мишчевићу су у гужви исцепали кошуљу, покидали златни ланац, менаџеру украли новчаник, а Љуби Ђорђевићу разбили боцу о главу. У Новом Саду су се потукли са публиком, поломили гитаре, а бесна публика им је оштетила комби. Мишчевић је примао на стотине писама обожавалаца, установивши први пут на домаћој сцени статус мега звезде.
У време када су, почетком 70-их година, Силуете свирале у Немачкој, у домаћим новинама је објављена измишљена вест да су свирали на гробљу у Нирнбергу, што се уклапало у њихов инцидентни имиџ.
Иако је често певао на енглеском, Мишчевић никада није научио тај језик. Текстове песама записивао је фонетски, по принципу „пиши као што говориш” и то онако како су успели да их чују и „скину ”са плоча које су слушали.
Од 1976. године био је члан Савеза комуниста Југославије.